# Maysan
Maysun (àrab: ميسان, Maysān) és una antiga regió de l'Iraq, al llarg del Tigris, al sud-est del país, i modernament una governació o muhàfadha de l'Iraq a la frontera amb l'Iran, i amb capital a Amara i amb Majar Al-Kabir com a segona ciutat (la governació es va dir d'Amara fins al 1969). La superfície és de 16.072 km² i la població el 2003 s'estimava en 803.000 habitants, quasi tots xiïtes.

## Història

### Antiguitat clàssica
Alexandre el Gran hi va establir veterans macedonis i va fundar una ciutat anomenada Alexandria de Babilònia a 2 km de la costa. Mesene fou un districte dins l'Imperi Selèucida conegut com a "Territori de la mar Eritrea". Alexandria fou destruïda per inundacions sota Antíoc IV Epífanes (174-164 aC) però fou restaurada pel rei (vers 166-165) agafant el nom d'Antioquia i en va donar el govern a Hyspaosines, fill de Sogdonacus, rei dels àrabs de la regió. Sogdonacus es va fer independent entre el 141 i el 139. El 129 Hyspaosines va construir dics per protegir la ciutat que fou rebatejada Charax Spasinou (la palissada d'Hyspaosines) que va erigir en capital del territori anomenat regne de Caracene (vers 127 aC a 224 dC) que des de llavors es pot considerar independent i que abraçava l'antiga Mesene.
Ja és esmentada per Plini, Estrabó i altres clàssics i correspon a la Mesene clàssica. Al Talmud consta Meshan (Mayshan en siríac, Meshan en persa mitjà, Meshun en armeni). Al segle I era un nom ètnic que designava als habitants del territori de la costa al fons del golf Pèrsic, i no eren considerats àrabs sinó a la frontera amb els àrabs.
Plini el Vell la situa detalladament i diu que s'estenia 200 km al llarg del Tigris cap amunt de la Selèucia del Tigris fins a la ciutat d'Apamea de Babilònia (segurament Fam al-Silh); estava al costat de la Chalonitis (Hulwan) i un braç del Tigris al seu límit nord travessava les planes de Cauchae (planes de Diyala); Plini sembla indicar que la Mesene serien les terres a partir de les quals el Tigris i l'Eufrates s'ajunten, amb la Caracena al nord (Apamea era a Caracene) però en realitat la Mese en el seu ampli sentit incloïa aquest territori i la Caracene pròpia, i Ammià Marcel·lí al segle IV diu que antigament Apamea havia estat anomenada Mesene. El seu límit oriental era l'Elymais (Khuzestan) amb Huwayza o Hawiza part de Maysan fins al segle xiv quan era dins al Khuzestan.
El 127 Hyspaosines va derrotar el governador part de Babilònia i va ocupar aquesta ciutat i Selèucia de Babilònia, però fou derrotat per Mitridates II de Pàrtia el 121, podent conservar la Caracene com a vassall part. Charax Spasinou és transcrita Karak Aspasina o Karax Spasinos i identificada amb la Karka de Meshan (siríac Kharka dhe Mayshan) de les inscripcions de Palmira dels segles I i II (en àrab Karkh Maysan) que correspon a la moderna Djabal Khayabir a la riba esquerra del Shatt al-Arab. A l'època clàssica estava a uns 193 km de la costa en marinada baixa. A la riba esquerra del Tigris inferior vivien els caldeus i a la dreta hi habitaven grups de bandits àrabs anomenats attali i al darrere seu els scenitae nòmades. Charax fou un gran centre comercial al segle I aC i I dC; els vaixells indis arribaven a Forath a uns 20 km més avall (que podria ser o la moderna Maghlub o al-Tanuma). Un altre port era Apologos (moderna al-Ubulla) a la riba dreta del Shatt al-Arab, enfront de Forath, prop de la moderna Bàssora. L'hivern del 115 al 116 Caracene fou ocupada per Trajà i va rebre tribut del rei Attambalos VII (vers 113/114-117), però després els romans van evacuar la regió sota Hadrià, i el regne va retornar a ser vassall dels parts.

### Periode sassànida
El 224 fou ocupat per Artaxerxes I, el primer rei sassànida (227-241) que va matar el darrer rei de Caracene, donant el regne al seu fill Mihrshah. La literatura àrab diu que Ardashir va reconstruir Charax amb el nom de Astarabadh Ardashir, però aquest nom ni figura en cap inscripció sassànida. Sota Sapor I (241-270) el seu fill gran Sapor i la seva esposa Denak, van regnar a Mesene o Caracene. Després apareix un Atrofarnabag, amb títol de Meshan Shah (rei de Mesene), durant el regnat de Narses de Pèrsia (292-303). El Talmud babiloni esmenta un ustundar (governador) de Meshan, però es creu que des d'abans del 270 Sapor I ja havia segregat una part amb el nom de Shadh Sabur a la part nord-oest a l'entorn de la ciutat de Kaskar (l'antiga Charax), territori que tenia el seu propi ustundar. En aquest temps hi havia jueus, mazdeistes, gnòstics i segurament cristians. El pare de Mani va pertànyer a una secta gnòstica (la Mughtasila) establerta a la regió, i Mani va ser membre de la secta durant la seva joventut i el príncep Mihrshah, el governador, fou un dels seus primers convertits i partidaris. El 310 a Prath dhe Mayshan (al-Furat o Forath) hi havia la seu del bisbat metropolità de Mayshan i al 410 hi havia sufraganis a Karkha dhe Mayshan (antiga Charax), Rima i Nahrgur.
Un canvi en el curs del riu va modificar la societat regional durant el segle v i primera meitat del vi. El Tigris es va desplaçar cap al canal de Dudjayla (Shatt al-Akhadar) que anava cap a les maresmes per Kaskar. El Maysan occidental va passar a ser zona de maresmes i el nord i el sud-est zones desèrtiques, quedant el Maysan propi limitat a una zona reduïda a l'antic curs del Tigris més avall de Madhar, que fou convertit en districte de Shadh Bahman i va ser part del Quart del Sud en la divisió per quarts de l'imperi sassànida al segle VI segurament amb capital a Bahman Ardashir (síriac Prath dhe Mayshan, al-Furat) arabitzada com Bahmanshir, esmentada per primer cop el 544 com a seu del bisbat metropolità nestorià de Maysan. Bisbes a Rima i Kharka dhe Mayshan són testimoniats per darrer cop el 605. Nahrgur, Nehargur o Nehargul s'esmenta per darrer cop vers 644/646.

### Després dels sassànides
La primavera del 633 Khalid ibn al-Walid va ocupar al-Ubulla i va envair Maysan derrotant els perses a al-Madhar. Vers el 635 al-Muthanna ibn Haritha va vèncer a Buwayd i va enviar tropes a Maysan i al Dast-i Maysan. La conquesta efectiva fou obra de Utba ibn Ghazwan el 635 i 636 que va derrotar i fer presoner al governador d'al-Furat (Bahman Ardashir), va ocupar al-Ubulla i al-Furat i va conquerir tot el Maysan, derrotant i matant al marzuban a al-Madhar, i entrant a Abarkubadh i a Dast-i Maysan, derrotant a les forces del marzuban. Llavors es va retirar a Bàssora i al-Mughira ibn Shuba va pacificar la regió matant al suposadament nou marzuban o a un dikhan (un senyor terratinent local). El 639 un raid des de Khuzestan dirigit per al-Hurmuzan va fer presoner a Abraham, bisbe nestorià de Prath dhe Mayshan (al-Furat/Bahman Ardashir) però l'atac fou rebutjat per Abu Musa al-Ashari, governador de Bàssora. Sota domini arab va formar el districte de Maysan subdividit en Bahman Ardashir, Maysan Dast-i Maysan i Abarkubadh; aquesta divisió s'atribueix a Abu Musa al-Ashari vers 638. Els quatre subdistrictes estaven centrats a l'est del Tigris, i el districte s'estenia fins al Khuzestan. Karkh Maysan (l'antiga Charax) va ser substituïda per al-Madhar com a capital al segle viii.
El 658/659 els kharigites nadjidites manats per Mustàwrid ibn Ul·lafa es van establir a al-Madhar i van combatre a les forces de Kufa el 663/664. Mússab ibn az-Zubayr va vèncer a Maysan a les forces del rebel al-Mukhtar ibn Abi-Ubayd (manades per Àhmad ibn Sumayt an-Nakhlí) el 686. En aquest temps la capital d'Abarkubadh era Fasa i no s'ha de confondre amb Barkubadh (Arradjan). Dasht-i Maysan era la plana al nord i nord-est i tenia capital a Basamata i en aquest territori hi va haver repressió (641) contra els mags i bruixes mazdeistes. Al-Ubulla era la capital de la kura o districte de Djidla.
El bisbat metropolita de Prath dhe Mayshan (al-Furat) s'hauria traslladat a Bàssora segurament abans del 790 quan el bisbe Abdasi és testimoniat en aquesta ciutat. El 830 depenia de la seu patriarcal de Bagdad. Gent de Bàssora van posar en valor terrenys a Maysan, i així es va fundar Abbadan a l'extrem sud-est, i es van importar treballadors de l'Índia, coneguts com a zutts o zotts. També hi havia esclaus negres coneguts com a zandj importats d'Àfrica al final del segle vii, que ja es van revoltar el 695 a al-Furat devastant la regió, antecedent de la gran revolta del zandjs del segle ix quan els rebels van envair Maysan des de Khuzestan i van ocupar algunes poblacions atacant al-Madhar sense èxit abans de girar al sud-est cap a Abbadan. El califa al-Mutamid (870-892) va fundar la ciutat d'al-Muwaffakiyya (vers 882) a la riba nord del Shatt al-Arab enfront de la fortalesa zandj d'al-Mukhtara, que havia de servir com a base militar contra els rebels; però caiguda al-Mukhtara vers 883, la ciutat fou abandonada.
El 900 Maysan fou devastada pels càrmates. Al segle x vivien a la zona de les maresmes els sectaris mughtasiles, (coneguts com a Sabiat al-Bataih) segurament membres del grup al-Kimiriyyun de la secta mandeana de Sabia que establerts a les maresmes al segle vii al final del sassànides, s'havien desenvolupat en aquest ambient segur.
El 941 Abu Abd Allah Ahmad ibn al-Baridi fou derrotat a al-Madhar per Tuzun, enviat per l'amir Bàjkam (que simultàniament expulsava als kurds de Nahr Djur). El 943 Sayf al-Dawla, al servei del califa abbàssida, va enviar al general Khadjkadj contra els barídides a Maysan.
El 1018 el buwàyhida Sultan al-Dawla va perseguir a al-Hasan ibn Dubays al-Asadi pel Maysan. Djalal al-Dawla va derrotar prop d'al-Madhar al seu rival Abu Kalidjar el 1030 i va ocupar la ciutat.
A la meitat del segle x Maysan és esmentat com a districte dependent de Bàssora. El 1195 en canvi era un districte de Khuzestan administrat per Kutlugh Inandj ibn al-Bahlawan. A al-Madhar vivien xiïtes extremistes i hi havia la tomba d'Abd Allah ibn Ali ibn Abi-Tàlib (avui la tomba existeix prop de les ruïnes d'al-Madhar a 48 km al nord de Kurna, al costat d'un poble amb el nom actual de Kalat Salih). Al segle xiv el nom de Maysan es va deixar d'utilitzar.

### Edat contemporània
El 1860 es va fundar al-Amara a un lloc abans esmentat al-Awradi que existia des del segle xvi. El 1969 la llei 48 va donar el nom de Maysan a la liwa o governació d'al-Amara. Després de la invasió americana i els seus aliats la província va quedar sota ocupació dels britànics el 2003, retirant-se el 2007, traspassant el poder a les forces del govern iraquià instal·lat pels ocupants.